# Amado (Arizona)
Amado é uma Região censo-designada localizada no estado americano de Arizona, no Condado de Santa Cruz.

## Demografia
Segundo o censo americano de 2000, a sua população era de 275 habitantes.

## Geografia
De acordo com o United States Census Bureau tem uma área de 
29,1 km², dos quais 29,1 km² cobertos por terra e 0,0 km² cobertos por água. Amado localiza-se a aproximadamente 944 m acima do nível do mar.

## Localidades na vizinhança
O diagrama seguinte representa as localidades num raio de 32 km ao redor de Amado. 